# Burdett (Kansas)
Burdett és una població dels Estats Units a l'estat de Kansas. Segons el cens del 2000 tenia 256 habitants.

## Demografia
Segons el cens del 2000, Burdett tenia 256 habitants, 108 habitatges, i 74 famílies. La densitat de població era de 395,4 habitants per km².
Dels 108 habitatges en un 29,6% hi vivien nens de menys de 18 anys, en un 60,2% hi vivien parelles casades, en un 5,6% dones solteres, i en un 30,6% no eren unitats familiars. En el 29,6% dels habitatges hi vivien persones soles el 16,7% de les quals corresponia a persones de 65 anys o més que vivien soles. El nombre mitjà de persones vivint en cada habitatge era de 2,37 i el nombre mitjà de persones que vivien en cada família era de 2,95.
Per edats la població es repartia de la següent manera: un 28,9% tenia menys de 18 anys, un 6,3% entre 18 i 24, un 21,1% entre 25 i 44, un 22,7% de 45 a 60 i un 21,1% 65 anys o més.
L'edat mediana era de 40 anys. Per cada 100 dones de 18 o més anys hi havia 106,8 homes.
La renda mediana per habitatge era de 37.000 $ i la renda mediana per família de 49.375 $. Els homes tenien una renda mediana de 27.917 $ mentre que les dones 21.563 $. La renda per capita de la població era de 19.490 $. Entorn del 6,3% de les famílies i el 5,5% de la població estaven per davall del llindar de pobresa.

## Poblacions més properes
El següent diagrama mostra les poblacions més properes.